# Bitwa o Bir Lahfan
Bitwa o Bir Lahfan – starcie zbrojne pomiędzy Siłami Obronnymi Izraela a Siłami Zbrojnymi Egiptu, do którego doszło 5 czerwca 1967 roku w trakcie wojny sześciodniowej.

## Tło historyczne
Wybuch wojny sześciodniowej był poprzedzony napięciami izraelsko-arabskimi. Eskalację można było obserwować od 1965 roku, kiedy to Fatah przeprowadził pierwszy atak na izraelskie instalacje, którymi transportowano wodę z Jeziora Galilejskiego na południe kraju. Ponadto w okresie tym nasiliły się izraelsko-syryjskie spory wokół wykorzystywania wody z Jordanu i Jeziora Galilejskiego. Pod koniec 1964 roku Syryjczycy rozpoczęli ostrzał posterunków i gospodarstw izraelskich ze swoich pozycji na Wzgórzach Golan. Doprowadziło to do potyczek granicznych. Nasilające się napięcia doprowadziły Syryjczyków do przekonania o tym, iż Izraelczycy planują zająć Wzgórza Golan. Wobec tego zaczęli wywierać naciski na Egipt i Związek Radziecki w celu otrzymania pomocy. 13 maja wywiad radziecki poinformował Egipcjan, że Izrael przegrupowuje swoje brygady w kierunku granicy z Syrią. 17 maja Egipt postanowił odpowiedzieć dyslokacją ponad 100 tys. żołnierzy na Synaju, wymuszając wycofanie sił ONZ z tego obszaru. 22 maja Egipt ogłosił także zamknięcie Cieśniny Tirańskiej dla Izraelczyków. Państwa arabskie wysyłały swoje kontyngenty na pomoc Syrii i Egiptowi, podczas gdy europejskie mocarstwa nie chciały podjąć mediacji dyplomatycznych. Historiografia podaje różne przyczyny wybuchu wojny. Jedna mówi, iż Izrael, który obawiając się arabskiego ataku i źle interpretując działania Egiptu, podjął decyzję o rozpoczęciu działań uprzedzających i zaatakował Egipt, a potem Syrię. Za inną przyczynę wybuchu wojny podaje się także kulminację napięć w regionie pomiędzy Izraelem i Egiptem. Izraelska wersja z kolei uzasadnia wojnę tym, iż państwa arabskie nie dały innego wyboru Państwu Izrael, jak rozpoczęcie działań wojennych.

## Plan i przebieg bitwy
Ze strategicznego punktu widzenia zdobycie Bir Lahfan pozwoliłoby Izraelczykom na otwarcie kierunku natarcia na środkowy Synaj. Ponadto zabezpieczenie tego rejonu uniemożliwiłoby egipskim posiłkom z kierunku Dżabal Libni na dotarcie do Al-Arisz i zablokowanie izraelskiego ataku wzdłuż wybrzeża i do Umm Kataf. Plan Sztabu Generalnego Sił Obronnych Izraela zakładał uderzenie sił pod dowództwem gen. Awrahama Joffego pomiędzy dywizjami gen. Jisra’ela Tala na północy i gen. Ariela Szarona na południu. Izraelskie dowództwo podjęło specjalne kroki mające na celu wprowadzenie Egipcjan w błąd poprzez symulowanie ataków wyłącznie wybrzeżem i na południu w kierunku Al-Kusajmy i Abu Uwajkili. Manewr pod Bir Lahfan zakładał, że siły egipskiej 3 Dywizji Piechoty i 4 Dywizji Pancernej zostaną związane walką przez Joffego. Tym samym zostałoby odciążone natarcie Tala wzdłuż wybrzeża, a zarazem ułatwione zostałyby manewry Szarona w rejonie Abu Uwajkili. Następnie siły Joffego miały połączyć się z częścią sił Tala pod górą Dżabal Libni.
Około godziny 17:00 200 Brygada Pancerna pod dowództwem pułkownika Jissachara Szadmiego, po krótkiej wymianie ognia, zajęła egipskie umocnienia i stację radarową na skrzyżowaniu Bir Lahfan . O godzinie 20:00 Izraelczycy otrzymali rozkaz zajęcia pozycji na pobliskich wzgórzach, aby mieć lepszy wgląd na drogę prowadzącą spod Dżabal Libni. Według danych wywiadowczych z tego kierunku mieli nadejść Egipcjanie. Przed północą egipskie jednostki pancerne dotarły już pod Dżabal Libni. Według doniesień izraelskich, przybycie pod Bir Lahfan sił przeciwnika zostało poprzedzone ostrzałem artyleryjskim, w wyniku którego zostało uszkodzonych kilka czołgów. Kiedy ostrzał ustał na obserwowanej drodze dostrzeżono światła kolumny pojazdów. Izraelczycy natychmiast otworzyli w ich kierunku ogień, identyfikując je jako wrogie. Egipcjanie postanowili zgasić światła i wykorzystać fakt, że izraelskie czołgi nie były wyposażone w noktowizory, w przeciwieństwie do egipskich T-55. Dopiero włączenie szperaczy przez porucznika Ilana Jaku’ela pozwoliło wykryć i zniszczyć pierwsze maszyny wroga. Okazało się, że Egipcjanie, wykorzystując zaciemnienie, zaczęli oskrzydlać siły izraelskie.
Walka trwała długo i o świcie Izraelczykom zaczęło brakować amunicji. Część z ich czołgów rozpoczęła odwrót z zajmowanych pozycji. Wsparciem okazały się izraelskie posiłki w postaci samolotów Super Mystère, które ostrzelały siły egipskie. Z pomocą 200 Brygadzie Pancernej przybyła także, podążająca z kierunku Al-Arisz, 7 Brygada Pancerna. O godzinie 09:00 czołgi egipskie rozpoczęły odwrót, a o 10:00 bitwa o Bir Lahfan została zakończona. Siły egipskiej 3 Dywizji Piechoty wycofały się na drugą linię obrony pod Dżabal Libni.
Zajęcie skrzyżowania dróg w Bir Lahfan pozwoliło Izraelczykom na zachowanie elastyczności manewru w natarciach wzdłuż wybrzeża i w rejonie Abu Uwajkili. Starcie pokazało jednak, że dowództwo izraelskie nie doceniło siły i potencjału wojsk egipskich w regionie, które okazały się znacznie wyższe, niż przewidywano.